# Eleição municipal de Juazeiro do Norte em 2004
A eleição municipal de 2004 em Juazeiro do Norte aconteceu em 3 de outubro de 2004, com o objetivo de eleger prefeito e vice-prefeito da cidade e membros da Câmara de Vereadores.
O prefeito titular era Carlos Cruz, do PFL, que, por estar em primeiro mandato, se encontrava apto á concorrer a reeleição. Seis candidatos concorreram à prefeitura de Juazeiro do Norte. Raimundo Macêdo, do PSDB, foi eleito com 42,3% dos votos.

## Candidatos
Nota: a tabela a seguir está organizada por ordem alfabética de candidatos.
| Prefeito(a)       | Prefeito(a) | Prefeito(a) | Vice-prefeito(a)   | Vice-prefeito(a) | Vice-prefeito(a) | Coligação                                                                      | Nº |
| Candidato(a)      | Partido     | Partido     | Candidato(a)       | Partido          | Partido          | Coligação                                                                      | Nº |
| ----------------- | ----------- | ----------- | ------------------ | ---------------- | ---------------- | ------------------------------------------------------------------------------ | -- |
| Alana Mara        |             | PSTU        | Marcelo Marques    |                  | PSTU             | Sem coligação                                                                  | 16 |
| Carlos Cruz       |             | PFL         | Francisco de Sousa |                  | PFL              | "Juazeiro no Rumo Certo" (PFL / PP / PMDB / PL / PPS / PAN / PRTB / PMN / PV)  | 25 |
| José Félix        |             | PSC         | Ariosto Assis      |                  | PSC              | Sem coligação                                                                  | 20 |
| Manoel Santana    |             | PT          | Tarso Magno        |                  | PHS              | "Juazeiro Esperança e Fé" (PT / PHS / PSB / PCdoB)                             | 13 |
| Raimundo Macêdo   |             | PSDB        | Andrey Salviano    |                  | PSDB             | "Juazeiro Merece o Melhor" (PSDB / PDT / PTB / PTN / PSDC / PTC / PRP / PRONA) | 45 |
| Normando Sóracles |             | PSL         | Silva Lima         |                  | PSL              | Sem coligação                                                                  | 17 |

## Resultados

### Prefeito
| Partido | Partido | Candidato         | Votos   | Votos (%) |
| ------- | ------- | ----------------- | ------- | --------- |
|         | PSDB    | Raimundo Macêdo   | 44 302  | 42,3%     |
|         | PFL     | Carlos Cruz       | 42 674  | 40,74%    |
|         | PT      | Manoel Santana    | 12 882  | 12,3%     |
|         | PSL     | Normando Sóracles | 3 888   | 3,71%     |
|         | PSC     | José Félix        | 557     | 0,53%     |
|         | PSTU    | Alana Mara        | 434     | 0,41%     |
| Totais  | Totais  | Totais            | 104 737 |           |
| Fonte:  |         |                   |         |           |

### Vereadores eleitos
| Candidato(a)           | Partido | Votação      | Votação |       |
| ---------------------- | ------- | ------------ | ------- | ----- |
| Candidato(a)           | Partido | Kleber Lavor | PSDB    | 2.801 |
| Darlan Lobo            | PSDC    | 2.763        |         |       |
| Zé De Amélia Júnior    | PP      | 2.243        |         |       |
| Antônio Benedito       | PFL     | 2.216        |         |       |
| Sargento Nivaldo       | PFL     | 2.164        |         |       |
| Elizabeth Oliveira     | PAN     | 1.977        |         |       |
| Roberto Arraes Sampaio | PDT     | 1.752        |         |       |
| Dr. Ronaldo Couto      | PFL     | 1.729        |         |       |
| Pedro Borges           | PPS     | 1.724        |         |       |
| Chico Vieira           | PFL     | 1.624        |         |       |
| Sargento Firmino       | PRP     | 1.615        |         |       |
| Savio Bezerra          | PTB     | 1.442        |         |       |
| Dr. Mario              | PT      | 1.077        |         |       |